# Mesembriomys macrurus
Mesembriomys macrurus är en däggdjursart som först beskrevs av Peters 1876.  Mesembriomys macrurus ingår tillsammans med Mesembriomys gouldii i släktet Mesembriomys och familjen råttdjur. Inga underarter finns listade i Catalogue of Life.
Artepitetet i det vetenskapliga namnet är bildat av de grekiska orden makros (stor/lång) och oura (svans).

## Utseende
Arten är med en absolut längd (med svans) av cirka 53,5 cm och en vikt av ungefär 260 g en ganska stor gnagare men tydlig mindre än släktets andra medlem. Den långa svansen kännetecknas av en vitaktig spets som har en tofs. Ovansidan är täckt med ljusbrun päls med en bred strimma från huvudets topp över ryggen till svansens ansats. Strimman är kastanjebrun till guldfärgad. Djuret har en ljusgrå undersida, 23 till 26 mm långa och bruna öron samt svarta morrhår. Bakfötterna är 48 till 52 mm långa och smala med böjda klor. Honans fyra spenar är ordnade i par och de ligger vid ljumsken.

## Utbredning
Arten förekommer i norra delen av den australiska delstaten Western Australia. Habitatet utgörs av tropiska regnskogar som ibland har tät undervegetation, av andra skogar och av gräsmarker. I dessa finns träd av eukalyptussläktet och av solfjäderspalmssläktet. Arten vilar i trädens håligheter eller i bon av sammanvävda växtdelar som göms i kronan av palmliknande växter från släktet Pandanus. Urinvånare i Northern Territory berättade 2013 att de under de senaste fem åren iakttog exemplar av Mesembriomys macrurus.

## Ekologi
Individerna går på marken och klättrar i växtligheten. De äter frön, frukter, gräs, blad och olika ryggradslösa djur som termiter, myror och skalbaggar. En kull har två eller sällan tre ungar. Denna gnagare är främst nattaktiv och ibland aktiv kort före skymningen eller kort efter gryningen. Vid födosöket kan den vandra 300 meter över öppen terräng. Reviret är 0,2 till 30 hektar stort och hannar har större territorium än honor. När honan inte är brunstig lever individerna ensam. De flesta ungar föds mellan augusti och december. Dräktigheten varar ungefär 47 dagar och ungarna är könsmogna efter ett år.

## Bevarandestatus
Mesembriomys macrurus hade tidigare ett betydligt större utbredningsområde som även sträckte sig över delar av delstaten Northern Territory. Beståndets minskning orsakades av landskapsförändringar genom betande nötkreatur och konkurrensen med den introducerade svartråttan. Några exemplar faller offer för tamkatter. IUCN kategoriserar arten globalt som livskraftig.
När arten finns kvar i Northern Territory så har populationen där mindre än 250 vuxna exemplar och hela reviret är mindre än 10 km². Delstatens regering listar beståndet i Northern Territory som akut hotat (möjligen utdött).